# Герасимов, Любен
Любен Николов Герасимов (9 сентября 1906, Тырговиште, Третье Болгарское царство
—?) – болгарский дипломат, политик, микробиолог. Герой Социалистического Труда (НРБ) (1976).

## Биография
Член БКП с 1931 года.  С 1926 по 1931 год учился на ветеринарном факультете Софийского университета. В 1933-1944 годах работал в Институте общественного здравоохранения, где создал отдел по производству сывороток для медицины. С 1934 года специализировался по микробиологии.
Подвергался арестам за коммунистическую деятельность. В 1942 году стал членом обкома БКП в Софии и секретарём обкома Отечественного фронта Болгарии. С 1944 по 1948 год – секретарь Софийского комитета Отечественного фронта. Член Национального совета ОФ и редколлегии журнала «Проблемы экономики». С 1948 года — доцент кафедры микробиологии ветеринарного факультета университета Софии.
В 1945-1948 годах – член ЦК БКП. Затем до 1957 г. – кандидат в члены ЦК БКП.
В 1949–1951 г. работал послом Болгарии в Венгрии. В 1951-1956 г. был заместитедем министра МИДа. В 1956 – 1963 г. – посол Болгария в СССР. С 1957 до 1976 г. – член ЦК БКП. С 1966 года – посол Болгарии в США.
В 1973 году вышел на пенсию.